# Alessandro D'Errico (arcivescovo)
Alessandro D'Errico (Frattamaggiore, 18 novembre 1950) è un arcivescovo cattolico italiano.

## Biografia
Nasce a Frattamaggiore, in provincia di Napoli e diocesi di Aversa, il 18 novembre 1950.

### Formazione e ministero sacerdotale
Il 24 marzo 1974 è ordinato presbitero, per la diocesi di Aversa, dal vescovo Antonio Cece.
Tra il 1977 e il 1998 serve nelle seguenti rappresentanze pontificie: nunziatura apostolica della Thailandia (1977-1981) che allora operava anche per il Laos, la Malesia e Singapore; nunziatura Apostolica del Brasile (1981-1984); nunziatura apostolica in Grecia (1981-1986); nunziatura apostolica in Italia (1987-1992); nunziatura apostolica in Polonia (1992-1998).
Nel 1993 è nominato prelato d'onore di Sua Santità.

### Ministero episcopale
Il 14 novembre 1998 viene nominato arcivescovo titolare di Carini e nunzio apostolico in Pakistan, dove nel 2002 hanno luogo attacchi terroristici contro una scuola cristiana e un ospedale cristiano.
Il 6 gennaio 1999 riceve la consacrazione episcopale.
Talvolta prende le distanze da alcune accuse di discriminazione religiosa ai danni dei cristiani, prendendo le difese del Pakistan, pur cosciente del fatto che libertà religiosa non è comunque garantita nei fatti.
In alcune occasioni estende la sua missione nel vicino Afghanistan, operando in collaborazione con le forze locali e dando il suo contributo nella costruzione di alcune opere (in particolar modo scuole, seminari e aiuti umanitari).
Il 21 novembre 2005 viene nominato nunzio apostolico in Bosnia ed Erzegovina. Nel 2006 firma il Concordato con questo stato dalla storia complessa. In tale concordato si regolano la personalità giuridica delle istituzioni ecclesiastiche, l'esercizio della missione della Chiesa cattolica, la libertà di culto, l'inviolabilità del segreto confessionale, la costruzione degli edifici sacri, i giorni non lavorativi per i cattolici, i diritti sui beni mobili e immobili, l'organizzazione di strutture cattoliche educative ed assistenziali, l'insegnamento della religione cattolica, il diritto ad avere mezzi di comunicazione propri e l'accesso a quelli pubblici.
Nel 2011 vince il premio internazionale Bonifacio VIII "per il contributo alla promozione di una cultura di dialogo, pace e armonia tra i popoli e le religioni in Bosnia ed Erzegovina".
Dal 17 febbraio 2010 ricopre anche l'ufficio di nunzio apostolico in Montenegro. Il 21 maggio 2012 viene nominato nunzio apostolico in Croazia.
Il 27 aprile 2017 viene nominato nunzio apostolico a Malta; il 10 giugno successivo viene nominato anche nunzio apostolico in Libia.
Il 30 aprile 2022 papa Francesco accoglie la sua rinuncia.

## Genealogia episcopale e successione apostolica
La genealogia episcopale è:
- Cardinale Scipione Rebiba
- Cardinale Giulio Antonio Santori
- Cardinale Girolamo Bernerio, O.P.
- Arcivescovo Galeazzo Sanvitale
- Cardinale Ludovico Ludovisi
- Cardinale Luigi Caetani
- Cardinale Ulderico Carpegna
- Cardinale Paluzzo Paluzzi Altieri degli Albertoni
- Papa Benedetto XIII
- Papa Benedetto XIV
- Papa Clemente XIII
- Cardinale Enrico Benedetto Stuart
- Papa Leone XII
- Cardinale Chiarissimo Falconieri Mellini
- Cardinale Camillo Di Pietro
- Cardinale Mieczysław Halka Ledóchowski
- Cardinale Jan Maurycy Paweł Puzyna de Kosielsko
- Arcivescovo Józef Bilczewski
- Arcivescovo Bolesław Twardowski
- Arcivescovo Eugeniusz Baziak
- Papa Giovanni Paolo II
- Arcivescovo Alessandro D'Errico

La successione apostolica è:
- Vescovo Andrew Francis (2000)